# アカサタナ
『アカサタナ』は、日本の男性音楽グループきいやま商店の通算8枚目のアルバム。2021年4月28日発売。発売元は、フライングハイ。

## 概要
オリジナルアルバムとしては3年ぶりとなり、本作は5曲入りのミニアルバムとなっている。尚、ミニアルバムの発売は、きいやま商店としては初。

## 解説
本作のプロデューサーに、日本のシンガーソングライターであるナオト・インティライミ（以下、「ナオト」と表記）を迎えている。ナオトときいやまのメンバーは、きいやま商店が結成される前の2001年頃からの知り合いで、東京で音楽活動をしていただいちゃんとマストがナオトと東京で知り合い、福岡にいたリョーサはだいちゃんとマストの共通の友人の紹介で出会っている。その後お互いのバンドのライブに行き来したり、プライベートで会ったりと親交が深い仲であった。また、2016年にナオトときいやま商店で石垣島にてジョイントコンサートを行なったりしていた。
本作までは約1年～2年間に1枚ずつアルバムを発売していたが、事務所の社長に「いい曲ができるまで待って欲しい」とお願いしていた。その後曲が出来る度に、リリース日を決めないでレコーディングは行っていた。2020年以降はコロナ禍というのもあり、積極的にレコーディングはしていたが、3人だけでやっていると、いいのか悪いのかがだんだん分からなくなってきてしまい、そこでナオトにアルバム収録曲「海に行こう」聞いてもらったところ色々な意見をもらい、その意見を基に手直ししたところ非常にいい出来となった為、「もう一曲」となったところ、その後一緒に製作しようということとなった。
きいやま商店のメンバーは、「僕らにはない引き出しをナオトが色んな形でアレンジしてくれたので、きいやまらしさも残りつつ、ナオトのサウンドも入ってきた。しっかりと融合できた。」、「沖縄になかった新しい沖縄サウンド」、「ナオトの製作作業は、新鮮で刺激的で楽しかった」と、本作を大絶賛している。またナオトはプロデュースに際に、「カッコいい曲をやらせたいけど、カッコよすぎちゃダメ」、「カッコよすぎないでカッコいい、きいやま商店っぽさ」を目指したそうである。
楽曲の製作は、ナオトより「歌詞を3人それぞれで書いてくれ」と依頼し、それぞれが書いた歌詞をナオトに送り、3人の歌詞をいい所をナオトがまとめて出来上がった。よって、製作したメンバーは他の2人がどの部分が誰が書いた歌詞なのか分からないようになっている。
　

## 収録曲
| 全作詞・作曲: きいやま商店、ナオト・インティライミ（※特記以外）。 |                                            |                                                     |                                                     |                                      |      |
| #                                                                 | タイトル                                   | 作詞                                                | 作曲・編曲                                          | 編曲                                 | 時間 |
| 1.                                                                | 「きいやまのアカサタナ」                   | きいやま商店、 ナオト・インティライミ （※特記以外） | きいやま商店、 ナオト・インティライミ （※特記以外） | 大久保薫／ナオト・インティライミ     | 3:38 |
| 2.                                                                | 「ぼくらの大冒険」                         | きいやま商店、 ナオト・インティライミ （※特記以外） | きいやま商店、 ナオト・インティライミ （※特記以外） | 木内友軌／ナオト・インティライミ     | 3:27 |
| 3.                                                                | 「Chill Chill」                            | きいやま商店、 ナオト・インティライミ （※特記以外） | きいやま商店、 ナオト・インティライミ （※特記以外） | ナオト・インティライミ               | 2:51 |
| 4.                                                                | 「海に行こう（作詞・作曲：きいやま商店）」 | きいやま商店、 ナオト・インティライミ （※特記以外） | きいやま商店、 ナオト・インティライミ （※特記以外） | きいやま商店／ナオト・インティライミ | 2:43 |
| 5.                                                                | 「アノコトバ」                             | きいやま商店、 ナオト・インティライミ （※特記以外） | きいやま商店、 ナオト・インティライミ （※特記以外） | ミトカツユキ／ナオト・インティライミ | 4:42 |
| 合計時間:                                                         | 合計時間:                                  | 合計時間:                                           | 17:21                                               |                                      |      |

楽曲解説
1. きいやまのアカサタナ
  - 本アルバムのリード曲。そもそもはリョーサの知り合いの中学生に「今、中学生って何聴いてるの？」って聞いたら「BTSだよ」って言われ、「こういう感じの1970年代くらいのディスコ、いいね」って話をしていたところ、ナオトから「わかった。きいやま商店の『アカサタナ』だ」「こういうの、きいやま商店でやったら面白い」との提案があり、製作された[3]。
  - アルバム発売10日前よりYouTubeにてMVを公開した[5]。MVは製作チームにアイデアを委ねて製作され、「TikTokっぽく」作ることを目指した[3]。またTikTokでフォロワー数の多い沖縄のTikTokerのDELIVA、沖縄訛りの喜屋武さん、南の島のおばーと孫が参加している[5]。振付は元Dragon AshのダンサーDRI-Vが担当した[5]。
  - 歌詞は、八重山地方の関する言葉が50音順で書かれている。尚、CDの歌詞カードには、曲の歌詞の他に訳詞も掲載されている。
  - 関ジャニ∞のレギュラーテレビ番組『関ジャム 完全燃SHOW』の番組内で、メンバーの丸山隆平が「2021年に最も聞いた曲」としてこの曲を取り上げており、そのことに対しメンバーが丸山への感謝の動画を、公式YouTubeチャンネルにアップしている[6]。
2. ぼくらの大冒険
  - 歌詞は、ナオトより「“子どものときの思い出”をテーマに歌詞を書いて」と提案され、3人で書いて送り、ナオトがまとめた。曲は、メンバーがコード進行とリズムだけは僕らが作った曲に、ナオトが編集しメロディーを書き上げた。当初と全く違う仕上がりに、ビックリしたそうである[3]。
3. Chill Chill
  - 製作はナオトからの提案に基づき、まずリズムだけの状態で3人でアドリブで歌をどんどん録音していく手法を5回繰り返して、その後ナオトに送り、アドリブをナオトがちゃんと1曲にまとめた方法で製作[3]。
4. 海に行こう
  - きいやま商店よりナオトに「この曲、どう思う？」と最初に聞かせた曲。よってこの曲のみ作詞作曲が、きいやま商店となっている[3]。
5. アノコトバ
  - 初のバラードラブソング。普段はメンバー3人で集まって歌詞を書く為、ラブソングの歌詞は恥ずかしくて本音を言えないが、今回は1人ずつナオトに歌詞を送ったので、ナオト以外には見られることは無かった為[4]、恥ずかしがらず本音で書けたそうである。